# Onobrychis alatavica
Onobrychis alatavica är en ärtväxtart som beskrevs av M.S. Bajtenov. Onobrychis alatavica ingår i släktet esparsetter, och familjen ärtväxter. Inga underarter finns listade i Catalogue of Life.